# Fédération française des sports de traineau
La Fédération Française des Sports de Traîneau, de Ski/VTT-Joering et de Canicross est une association loi de 1901 française qui a pour objet le développement des sports de traîneau sur neige et sur terre, de ski-joering, de ski-pulka, de VTT-joering, de canicross, de cani-marche ainsi que toutes les disciplines dérivées. L'association est né en 1986 à la suite d'une scission au sein de la FFPTC créée un an auparavant car un certain nombre de clubs refusèrent le principe de l’ouverture à tous les chiens, y compris aux chiens croisés de type Alaskans, Eurohound ou Greysters qui sont parmi les plus utilisées en compétition. Elle est notamment partenaire de La Grande Odyssée. 
La fédération est l'unique fédération française à être membre de la Fédération internationale des sports de traîneaux à chien. La FFST gère la pratique de tous ses championnats de France et elle a seule les prérogatives pour entre autres organiser les compétitions sportives à l’issue desquelles sont délivrés les titres internationaux, nationaux, régionaux ou départementaux.
Actuellement, trois autres entités coordonnent en interne des catégories liées aux sports de trait canin.
- La FFPTC (Fédération Française de Pulka et Traineaux à Chiens), fédération agréée du ministère des Sports, non délégataire, qui n’accepte dans son fonctionnement que les chiens de race nordiques (LOF, ou autorisés par la FFPTC)
- La FSLC (Fédération des Sports et Loisirs Canins), association, qui n’accepte dans son fonctionnement que les catégories se pratiquant avec un seul chien.
- La CNEAC (Commission Nationale Education et Activités Cynophiles), association rattachée au ministère de l’agriculture, c’est une branche de la SCC. Elle développe d’autres activités avec les chiens telles que le Flyball, le Freesby, l’agility..